# Natalia Gaponovich
Natalia Gaponovich (en ruso: Наталья Гапoнович; Níkopol, URSS, 25 de octubre de 1972) es una deportista rusa que compitió en vela en las clases 470 e Yngling (antes del año 2000 participaba bajo la bandera de Ucrania).
Ganó dos medallas de bronce en el Campeonato Mundial de 470, en los años 1997 y 2003, y dos medallas en el Campeonato Europeo de 470, plata en 2004 y bronce en 2000. Además, obtuvo una medalla de bronce en el Campeonato Mundial de Yngling de 2005.
Participó en los Juegos Olímpicos de Atenas 2004, ocupando el octavo lugar en la clase 470.

## Palmarés internacional
| Representando a Ucrania |                       |                   |       |
| Campeonato Mundial      |                       |                   |       |
| Año                     | Lugar                 | Medalla           | Clase |
| 1997                    | Tel Aviv (Israel)     | Medalla de bronce | 470   |
| Representando a Rusia   |                       |                   |       |
| Campeonato Mundial      |                       |                   |       |
| Año                     | Lugar                 | Medalla           | Clase |
| 2003                    | Cádiz (España)        | Medalla de bronce | 470   |
| Campeonato Europeo      |                       |                   |       |
| Año                     | Lugar                 | Medalla           | Clase |
| 2000                    | Malcesine (Italia)    | Medalla de bronce | 470   |
| 2004                    | Warnemünde (Alemania) | Medalla de plata  | 470   |

| Representando a Rusia |                   |                   |         |
| Campeonato Mundial    |                   |                   |         |
| Año                   | Lugar             | Medalla           | Clase   |
| 2005                  | Mondsee (Austria) | Medalla de bronce | Yngling |